# Erra-imitti
Erra-imitti est le neuvième roi de la Ire dynastie d'Isin, en Mésopotamie. Son règne est situé vers 1868-1861 av. J.-C. Son prédécesseur est Lipit-Enlil (vers 1873-1869) et son successeur Enlil-bâni (vers 1860-1837).
La guerre mettant aux prises Isin et Larsa se poursuit sous Erra-imitti, qui perd brièvement le contrôle de la ville sainte de Nippur. Cette défaite, même si la ville est reprise, est une catastrophe pour Isin sur le plan religieux et symbolique. Plus grave, Erra-imitti  ne peut s'opposer au démarrage des travaux hydrauliques de Larsa, destinés à détourner au profit de cette ville les canaux irriguant Isin. Vers la fin de son règne, touché par de mauvais présages, il nomme un jardinier, Enlil-bâni, comme roi-substitut.